# Escasez global de chips (2020-2023)
La escasez mundial de chips de 2020-2023 es una crisis continua en la que la demanda de circuitos integrados (comúnmente conocidos como chips semiconductores) es mayor que la oferta, lo que afecta a más de 169 industrias y ha provocado importantes aumentos de precios, escasez y colas entre los consumidores para comprarlos. Automóviles, tarjetas gráficas, consolas de videojuegos, computadoras y otros productos requieren de semiconductores, lo cual afecta notablemente la industria de estos últimos. Las causas comúnmente citadas de la escasez incluyen la pandemia de COVID-19, la guerra comercial entre China y Estados Unidos y varios incidentes climáticos severos.

## Causas
La causa de la crisis mundial de chips es una combinación de diferentes eventos, siendo el efecto bola de nieve de la pandemia de COVID-19 la razón principal. Otras causas se han atribuido a la guerra comercial entre China y Estados Unidos y la sequía de 2021 en Taiwán.

### Pandemia de COVID-19
Un aumento en el trabajo remoto y el aprendizaje remoto provocó un aumento en la demanda de computadoras, periféricos de red, y otros productos electrónicos de consumo con chips. Debido a los confinamientos, las instalaciones de producción de chips se cerraron, lo que provocó el agotamiento de los inventarios. En el cuarto trimestre de 2020, las ventas de computadoras tradicionales experimentaron un crecimiento del 26,1 por ciento con respecto al año anterior.

### Guerra comercial entre China y Estados Unidos
En septiembre de 2020, como parte del conflicto económico entre China y Estados Unidos, el Departamento de Comercio de EE. UU. impuso restricciones al mayor fabricante de chips de China, Semiconductor Manufacturing International Corporation (SMIC), lo que les dificultó vender a empresas con presencia estadounidense. Estas restricciones obligaron a las empresas a utilizar otras plantas de fabricación como Taiwan Semiconductor Manufacturing Company Limited (TSMC) y Samsung. Sin embargo, estas empresas ya estaban produciendo a su máxima capacidad.

### Clima severo
Una severa tormenta invernal en febrero de 2021 obligó al cierre de dos plantas en Austin, Texas, propiedad de Samsung y NXP Semiconductors, lo que retrasó varios meses el suministro de estas dos plantas.
Taiwán es el líder de la industria mundial de semiconductores, y TSMC solo representa más del 50 por ciento del mercado mundial de fabricación de obleas en 2020. En 2021, Taiwán experimentó su peor sequía en más de medio siglo, lo que generó problemas entre los fabricantes de chips que utilizan grandes cantidades de agua ultrapura para limpiar sus fábricas y obleas. Por ejemplo, las instalaciones de TSMC utilizaron más de 63.000 toneladas de agua al día, más del 10 por ciento del suministro de dos embalses locales.

### Incendios en instalaciones
Una planta de semiconductores de Asahi Kasei que se especializa en componentes ADC y DAC se incendió en octubre de 2020. Otra fábrica japonesa propiedad de Renesas Electronics, que abastece al 30 por ciento del mercado mundial de unidades de microcontroladores utilizadas en automóviles, se incendió en marzo de 2021; Renesas dijo que les tomaría al menos 100 días volver a la producción normal. En enero de 2022, un incendio en la planta de Berlín de ASML afectó la producción de equipos de litografía EUV utilizados en la producción de chips.

## Industrias afectadas
Según un análisis de Goldman Sachs, al menos 169 industrias se han visto afectadas por la escasez mundial de chips, con las industrias automotriz y electrónica de consumo entre las más afectadas por la crisis.

### Coches

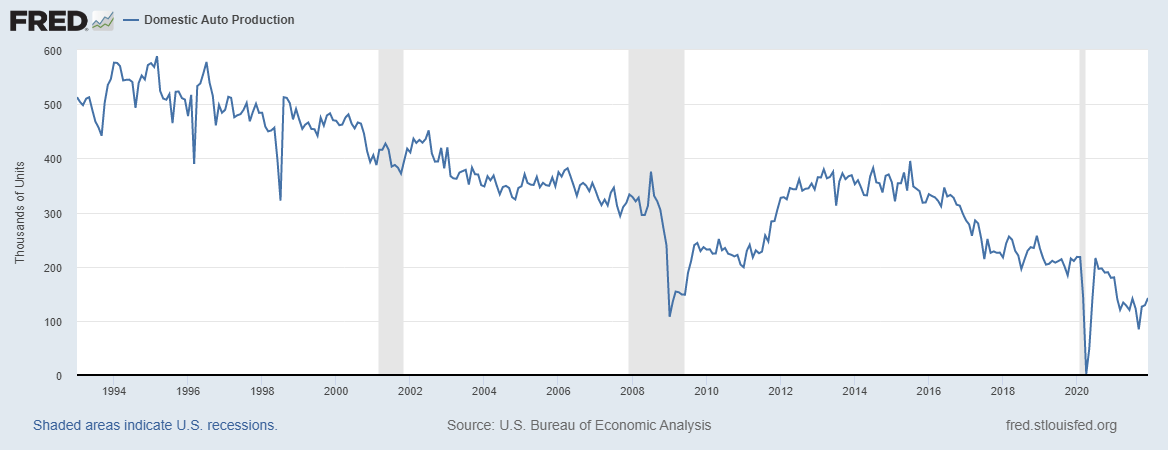
Producción de automóvil de los EE. UU., 1993–2021

El automóvil moderno promedio puede tener entre 1400 y 1500 chips, algunos incluso hasta 3000. Los automóviles representan el 15 por ciento de la producción mundial de chips, mientras que los dispositivos electrónicos personales representan alrededor del 50 por ciento. Los ingresos por chips están aún más sesgados hacia los sectores no automotrices. Se espera que la escasez de chips le cueste a la industria automotriz mundial USD 210 000 millones en ingresos en 2021.
Al comienzo de la pandemia, los fabricantes de automóviles predijeron incorrectamente que las ventas caerían, cancelaron los pedidos de chips y no estaban preparados para satisfacer la demanda. Los fabricantes de chips tenían más compromisos del sector de TI, lo que redujo la capacidad de los chips para automóviles. Ford estacionó miles de vehículos sin terminar en Kentucky Speedway mientras la compañía esperaba que los chips terminaran de ensamblar esos autos. Toyota planeó reducir la producción de vehículos en todo el mundo en un 40 por ciento en septiembre de 2021, mientras que General Motors anunció que detendría la producción de casi todos los automóviles en sus plantas de América del Norte durante una o dos semanas ese mismo mes. Durante el tercer trimestre de 2021, hubo solo dos tercios de las ventas de automóviles nuevos en los Estados Unidos que durante el mismo período de 2020, ya que la oferta no pudo satisfacer la demanda. Opel cerró su planta de fabricación de Eisenach hasta 2022 debido a la escasez, lo que provocó el despido temporal de 1.300 trabajadores.

### Tarjetas gráficas y PC para juegos
La escasez mundial de chips dificultó la adquisición de nuevas tarjetas gráficas, mientras que un aumento en la minería de criptomonedas en 2021 aumentó aún más la demanda. Encontrar componentes de PC para juegos se volvió más difícil y costoso, y dado que las PC para juegos dependen de AMD o Nvidia para fabricar sus tarjetas GPU discretas, ambas compañías actualizaron sus líneas durante la pandemia con nuevos modelos populares que son muy difíciles de encontrar, o con un precio de 50 a 300 por ciento por encima del MSRP.

### Juegos de consolas
Durante la pandemia de COVID-19, los cines y teatros se cerraron para evitar la propagación del virus, lo que llevó a muchas personas a recurrir al entretenimiento en el hogar durante los períodos de autoaislamiento. lo que aumentó la demanda de consolas de videojuegos. Con el lanzamiento de la novena generación de consolas de videojuegos coincidiendo con la pandemia, la demanda aumentó aún más, y tanto Microsoft como Sony informaron una demanda récord de sus nuevas consolas. Microsoft esperaba en febrero de 2021 que la escasez de Xbox Series X y Series S continuaría al menos hasta mediados de 2021, mientras que Sony advirtió en mayo de 2021 que la escasez de la consola PlayStation 5 continuaría hasta 2022. Ambas compañías utilizan chips AMD fabricados por TSMC en sus consolas de novena generación, lo que ejerce una presión adicional sobre la cadena de suministro. A medida que persisten los problemas de suministro, los revendedores están revendiendo las consolas en sitios web como eBay por un 50 a 100 por ciento más que su precio minorista. Nintendo fabricó un 20 por ciento menos de consolas Switch. La compañía originalmente planeó producir hasta 30 millones de unidades, pero solo podrá producir 24 millones durante su año fiscal, que es hasta marzo de 2022.

## Reacciones

### Gobiernos
El 24 de febrero de 2021, el presidente de los EE. UU., Joe Biden, firmó una orden ejecutiva que intenta abordar la escasez de chips mediante la revisión de opciones para fortalecer la cadena de suministro de semiconductores. Posteriormente, en abril, los directores ejecutivos de las principales empresas de tecnología y funcionarios del gobierno de EE. UU. asistieron a una cumbre virtual con la Casa Blanca para hablar sobre cómo mejorar la resiliencia de la cadena de suministro de semiconductores. En una nueva reunión virtual el 23 de septiembre de 2021, que siguió a otra reunión en mayo, la Casa Blanca presionó a los fabricantes de automóviles, fabricantes de chips y otros para que brinden información sobre la crisis actual que ha obligado a recortar la producción de automóviles en EE. ayudando a resolverlo.
El 15 de septiembre de 2021, la presidenta de la Comisión Europea, Ursula von der Leyen, adelantó una próxima "Ley europea de chips" en su discurso sobre el estado de la Unión. Se anunció que la Unión Europea utilizará la legislación para impulsar una mayor resiliencia y soberanía en las cadenas regionales de suministro de semiconductores.
En diciembre de 2021, India delineó un plan para impulsar su base de fabricación de chips.

### Compañías
El 22 de julio de 2021, el CEO de Intel, Pat Gelsinger, dijo que espera que la escasez de chips empeore en la segunda mitad de 2021 y que pasarán uno o dos años antes de que los suministros vuelvan a la normalidad. El 19 de agosto de 2021, Jensen Huang, CEO de Nvidia, dijo que espera que la escasez continúe hasta bien entrado 2022, mientras que la directora ejecutiva de AMD, Lisa Su, dijo el 27 de septiembre que la escasez mejoraría durante la segunda mitad de 2022, aunque advirtió que la oferta permanecería apretado hasta entonces. Sin embargo, el CEO de IBM, Arvind Krishna, dijo el 11 de octubre que cualquier predicción de una resolución de la escasez de chips para fines de 2022 es optimista y que ve "más probable" que el problema no se resuelva por completo hasta 2023 o 2024.
El 24 de septiembre de 2021, TSMC de Taiwán dijo que está apoyando y trabajando activamente con todas las partes interesadas para superar la crisis mundial de chips, luego de su participación en la reunión virtual de la Casa Blanca el 23 de septiembre. A principios de abril de 2021, TSMC anunció que planea invertir USD 100 000 millones durante los próximos tres años para aumentar la capacidad en sus plantas, días después de que Intel anunciara un plan de USD 20 000 millones para expandir su capacidad de fabricación avanzada de chips en Arizona. Ya en mayo de 2020, TSMC anunció su plan de US$12 mil millones para construir y operar una fábrica de semiconductores en Arizona, su segundo sitio de fabricación en los Estados Unidos. La construcción está en marcha a partir de junio de 2021, y se espera que la producción de chips comience en 2024.
El 20 de septiembre de 2021, la directora ejecutiva del fabricante de automóviles estadounidense General Motors, Mary Barra, dijo que la escasez de chips ha obligado a replantearse la cadena de suministro. Barra dijo que la compañía obtendrá más semiconductores directamente de los fabricantes de chips en lugar de los proveedores para adaptarse a la actual escasez mundial de chips.
El 29 de noviembre de 2021, el CEO de Nissan, Makoto Uchida, le dijo a la BBC que era demasiado pronto para decir cuándo se reanudarían las entregas normales de microchips y, por lo tanto, de automóviles terminados.